# جورج رينز
جورج رينز (بالإنجليزية: George Raines)‏ هو محامي وسياسي أمريكي، ولد في 10 نوفمبر 1846، وتوفي في 27 نوفمبر 1908. حزبياً، نشط في الحزب الجمهوري والحزب الديمقراطي. وقد انتخب عضو مجلس ولاية نيويورك.